# Иван Станковић (водитељ)
Иван Станковић (Београд, 24. јануар 1955) јесте српски водитељ, маркетиншки стручњак и зачетник модерног маркетинга на простору бивше Југославије.

## Биографија
Дипломирао је на Економском факултету у Београду 1978. године, а постдипломске студије завршио 2006. године на Факултету драмских уметности. Оглашавањем се бави од 1979. године. 1990. године. Основао је прву мултинационалну агенцију за југоисточну Европу Saatchi & Saatchi, са Драганом Саканом.
Агенција је отворена најпре у Србији, а потом у Словенији, Хрватској, Бугарској, Босни и Херцеговини, Македонији и Албанији. Сопствена комуникациона група коју чине медијска агенција Media S и рекламна агенција Communis, основао је 2002. године. Од 2010. године - након уласка у партнерство са једном од највећих комуникационих група DDB - агенција послује као Communis DDB. Његове агенције су добитници бројних домаћих и страних награда за стваралаштво. Од 2017. године је доцент на Факултету драмских уметности и професор на Факултету за медије и комуникације у Београду. Добио је Награду за животно дело 2010. године од УЕПС-а.
Године 2004. године заједно са пријатељем Франом Ласићем отворио ресторан Синатра, који је затворен након неког времена.
Написао је књигу о маркетингу "Основи какодалогије" и допуњено издање "Какодалогија". "Основи какодалогије" је проглашена за најбољу књигу из света маркетинга у 2011. години.
Од 2021. до 2024. године је био водитељ емисије „Шта сам теби и ко сам себи“ на телевизији „К1“, након позива од стране власника К1 Жељка Јоксимовића. Потом је прешао на Радиo-телевизију Војводине где је био водитељ емисије "Да нам живи живи рад" (стилизовано као DA NAM ЖИВИ ЖИВИ RAD) од новембра 2024. до јануара 2025. године.
Ожењен је са водитељком Мајом Жежељ од 2005. године, имају двоје деце Лену и Марјана, а Иван из претходног брака има ћерке Селену и Леу.